# نیکسون (تنسی)
نیکسون (به انگلیسی: Nixon) یک منطقهٔ مسکونی در ایالات متحده آمریکا است که در شهرستان هاردین، تنسی واقع شده‌است. نیکسون ۴٫۵۷ کیلومتر مربع مساحت و ۵۱۴ نفر جمعیت دارد و ۱۵۲٫۱ متر بالاتر از سطح دریا واقع شده‌است.